# 柚木N'
柚木 N'（ゆずき エヌ ダッシュ、1983年8月1日 - ）は、日本の漫画家。女性。愛媛県出身、東京都在住。

## 来歴
2003年、コアマガジン『月刊メガストア』主催の「メガストア大賞」に投稿した作品が奨励賞を受賞したことをきっかけに、2004年同誌3月号に掲載された「ストレンジ・デート」で商業誌デビュー。
漫画家デビューして以降、コアマガジン社の他、竹書房、三和出版、茜新社、ティーアイネット、双葉社などが発行する成年向け漫画雑誌に作品が掲載されている。姉・妹をテーマにした作品が多く、本人曰く「お姉ちゃん」が好きとのこと。
2012年以降は徐々に一般誌の作品を手掛けるようになり、2017年以降はそちらがメインとなっており、成年向けは縮小状態となっている。
主催する同人サークルは「Lv.X」、「Lv.X+」、「Lv.X闘」。発行する同人誌のジャンルに合わせてサークル名を変えている。なお、同人即売会には小学生の頃からサークルとして参加している。

## 作品リスト

### 連載中
- 『カレシがいるのに』 （秋田書店『ヤングチャンピオン』2019年No.16 - 2020年No.7→『ヤングチャンピオン烈』2020年No.5 - 、既刊11巻）
- 『出会ってひと突きで絶頂除霊!』 （原作：赤城大空、小学館『マンガワン』2020年3月28日 - 、既刊6巻）

### 単行本
全年齢向け作品
- 『フォトカノ Sweet Snap』 （原作：エンターブレイン、『電撃マオウ』2012年1月号 - 2013年9月号連載、アスキー・メディアワークス〈電撃コミックス〉、全3巻）
- 『下ネタという概念が存在しない退屈な世界 マン●篇』 （原作：赤城大空、『月刊コミックガーデン』および『月刊コミックブレイド』2014年5月号 - 2016年3月号連載、マッグガーデン〈ブレイドコミックス〉、全4巻）
- 『生徒会副会長矢上さゆりは頑張っている!』 （原作：稲光伸二、『チャンピオンRED』2014年8月号 - 2016年7月号連載、秋田書店〈チャンピオンREDコミックス〉、全4巻）
  1. 2015年3月20日発売[5]、ISBN 978-4-253-23751-2
  2. 2015年8月20日発売[6]、ISBN 978-4-253-23752-9
  3. 2016年2月19日発売[7]、ISBN 978-4-253-23753-6
  4. 2016年6月20日発売[8]、ISBN 978-4-253-23754-3
- 『魔法科高校の劣等生 夏休み編』 （原作：佐島勤、『月刊コミック電撃大王』2016年12月号 - 2018年2月号、KADOKAWA〈電撃コミックスNEXT〉、全3巻）
- 『三つ目黙示録 〜悪魔王子シャラク〜』 （原作：手塚治虫、脚本：藤澤勇希、 『チャンピオンRED』2016年11月号 - 2018年5月号、秋田書店〈チャンピオンREDコミックス〉、全4巻）
- 『魔法科高校の劣等生 会長選挙編』 （原作：佐島勤、『月刊コミック電撃大王』2018年6月号 - 11月号、KADOKAWA〈電撃コミックスNEXT〉、全1巻）
- 『魔法科高校の劣等生 古都内乱編』 （原作：佐島勤、『月刊コミック電撃大王』2019年5月号 - 2022年3月号、KADOKAWA〈電撃コミックスNEXT〉、全5巻）
- 『魔法科高校の劣等生 エスケープ編』 （原作：佐島勤、『月刊コミック電撃大王』2023年3月号 - 、KADOKAWA〈電撃コミックスNEXT〉、既刊3巻）

成年向け作品
1. 『明るいエロス計画』 2007年6月29日発売[9]、茜新社〈TENMA COMICS〉、ISBN 978-4-8718-2924-3
2. 『めちゃ姉!』 2008年1月10日発売[10]、三和出版〈サンワコミックス〉、ISBN 978-4-8835-6405-7
3. 『シシュンキのアレコレ』 2008年9月26日発売[11]、茜新社〈TENMA COMICS〉、ISBN 978-4-8634-9024-6
4. 『めちゃLOVE☆』 2009年1月30日発売[12]、三和出版〈サンワコミックス〉、ISBN 978-4-8835-6422-4
5. 『フェチの品格』 2009年4月27日発売[13]、竹書房〈バンブーコミックス〉、ISBN 978-4-8124-7078-7 ※成年コミックマーク無し
6. 『エス♥カノ』 2009年12月26日発売[14]、双葉社〈アクションコミックス〉、ISBN 978-4-5758-3715-5 ※成年コミックマーク無し
7. 『お姉コレ』 2010年4月23日発売[15]、茜新社〈TENMA COMICS〉 、ISBN 978-4-8634-9148-9
8. 『CHANGE!!』 2010年6月25日発売[16]、三和出版〈サンワコミックス〉、ISBN 978-4-8835-6437-8
9. 『アナザー♥ワールド』 2010年8月6日発売[17]、ティーアイネット〈MUJIN COMICS〉、ISBN 978-4-8877-4361-8
10. 『姉♥コントロール』 2011年12月2日発売[18]、ティーアイネット〈MUJIN COMICS〉、ISBN 978-4-8877-4414-1
11. 『姉恋』 2012年4月27日発売[19]、茜新社〈TENMA COMICS〉、ISBN 978-4-8634-9286-8
12. 『ぎゅっと!! お姉ちゃん』 2012年4月27日発売[20]、三和出版〈サンワコミックス〉、ISBN 978-4-8835-6468-2
13. 『椎葉さんのウラの顔。』 2013年4月5日発売[21]、ティーアイネット〈MUJIN COMICS〉、ISBN 978-4-8877-4466-0
14. 『姉キュン!』 2014年6月27日発売[22]、茜新社〈TENMA COMICS〉、ISBN 978-4-8634-9433-6
15. 『ずっと好きだった』 2016年10月7日発売[23]、ティーアイネット〈MUJIN COMICS〉、ISBN 978-4-88774-626-8

### 参加アンソロジー
成年向け作品
- 『闘姫陵辱 Vol.8』 2005年10月1日発行、キルタイムコミュニケーション〈二次元ドリームコミックス〉、ISBN 4-86032-208-8
- 『陵辱☆痴女お姉さんっ!!』 2006年2月、一水社〈いずみコミックス〉、ISBN 4-87076-624-8
- 『母子艶夜 2』 2006年4月発売、一水社〈いずみコミックス〉、ISBN 4-87076-628-0
- 『ふたなりっ娘らばーず 2』 2006年4月発売、一水社〈いずみコミックス〉、ISBN 4-87076-632-9
- 『ふたなりっ娘らばーず 3』 2006年6月発売、一水社〈いずみコミックス〉、ISBN 4-87076-638-8
- 『ツンデレ☆らびゅ〜ッッ』 2006年8月発売、一水社〈いずみコミックス〉、ISBN 4-87076-641-8

全年齢向け作品
- 『クイーンズブレイドコミックアンソロジー Vol.2』 2007年7月25日発売、ホビージャパン〈HJコミックス〉、ISBN 978-4-8942-5578-4
- 『どきどき魔女神判 4コマKINGDOM』 2007年9月28日発売、双葉社〈アクションコミックス KINGDOM〉、ISBN 978-4-5759-4128-9
- 『フォトカノ 電撃コミックアンソロジー』 2012年4月27日発売、アスキー・メディアワークス〈電撃コミックスEX〉、ISBN 978-4-04886-587-6

### その他
- 『ライオン丸G 公式パーフェクトガイドブック』 2007年5月発売、洋泉社、ISBN 978-4-8624-8144-3、カラーイラスト